# Les Deux Cousines
Les Deux Cousines est une huile sur toile peinte par Antoine Watteau vers 1716. Elle est aujourd'hui conservée au Département des Peintures du Musée du Louvre à Paris.

## Antoine Watteau et les fêtes galantes
Cette œuvre s'inscrit dans le genre pictural de la fête galante. Ce genre illustre des assemblées d'hommes et de femmes placés dans un paysage ou une architecture hors du réel. Ils s'adonnent généralement à des loisirs spécifiques à l'aristocratie, comme la danse, la musique, la galanterie ou la discussion. À l'Académie royale de peinture et de sculpture, ce genre est créé spécifiquement pour Antoine Watteau en 1717. L'artiste déploie largement le thème durant sa carrière, à travers des compositions monumentales ou dans des formats plus réduits. Il varie aussi bien les fonds de paysages, les attitudes de ses figures et les riches tenues auxquelles il apporte toujours beaucoup de soin.

## Analyse
Les Deux Cousines est une peinture de petit format exécutée à la fin de la carrière d'Antoine Watteau, en 1716, l'année précédant son entrée à l'Académie. Comme dans ses autres fêtes galantes, il peint la scène dans un univers champêtre, précisément un parc décoré de statues situées près d'un plan d'eau. Au premier plan se trouvent les trois figures principales, et à l'arrière-plan, il est possible de distinguer deux silhouettes fantomatiques allongées sur l'herbe entre les sculptures. Les trois personnages occupent la moitié du tableau, ainsi divisé en deux parties. La femme au centre se tient debout, dos au spectateur. Elle est vêtue d'une large robe beige rosé, avec ses cheveux coiffés en un chignon haut qui dévoile sa nuque. Près d’elle, un homme offre des roses à sa compagne qui en glisse une entre ses seins. Ce cadeau est le symbole d’un amour partagé. La femme au centre du tableau crée un contraste avec les deux personnages à sa droite. Le jeune couple se parle, se regarde et se témoigne mutuellement leur intérêt, tandis qu'elle est isolée, le visage caché, comme coupée du monde. Selon Pierre Rosenberg,  le couple incarne la joie et l’amour partagé, tandis que la femme représente la tristesse et l’amour refusé. Le visage dissimulé de la femme contribue au mystère entourant le tableau, puisqu'il est impossible de savoir ce qu'elle ressent réellement.
Cette œuvre serait inspirée d’une pièce de théâtre à succès écrite par les frères Dancourt en 1700, Les Trois Cousines. Elle aurait également servi d’inspiration à Antoine Watteau pour L’île de Cythère conservé au musée Städel à Francfort. Toutefois, rien ne renvoie explicitement à cette pièce. De plus, certains spécialistes doutent qu’Antoine Watteau ait réellement voulu raconter une histoire à travers les Deux Cousines.

## Les dessins préparatoires

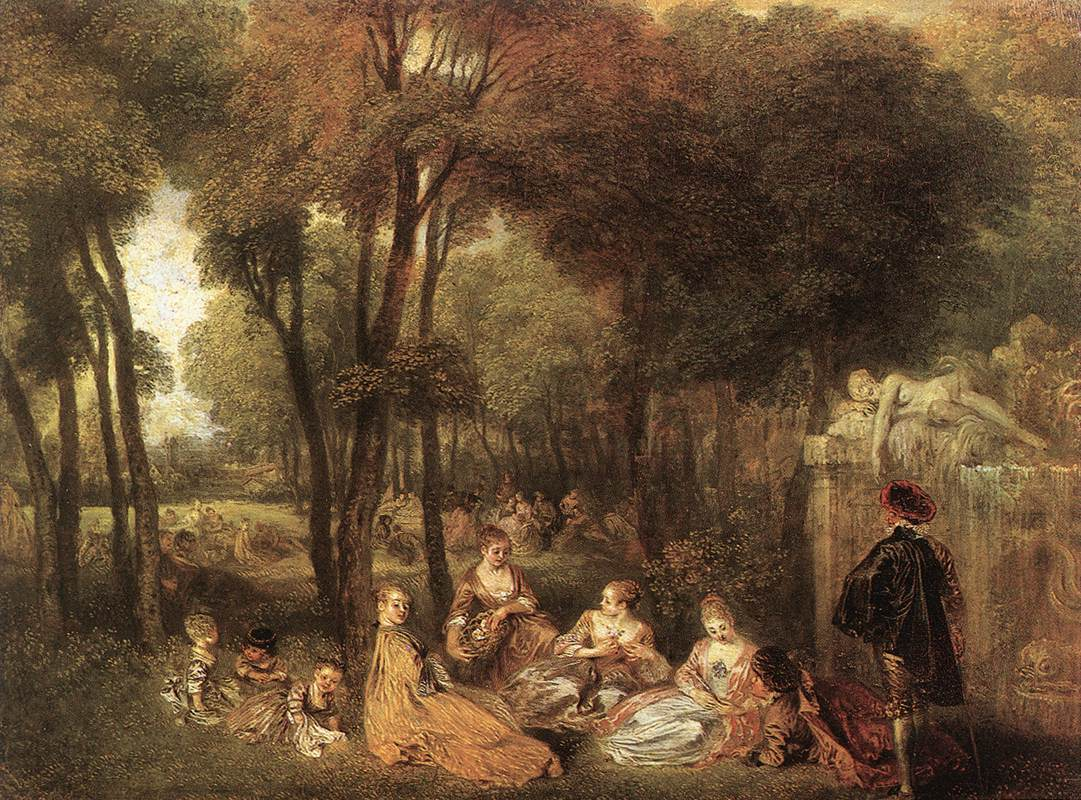
Les Champs Elysées, Antoine Watteau (vers 1717-1718), Londres, Wallace Collection

Trois dessins préparatoires sont connus pour cette peinture. L’un d’eux est conservé au Nationalmuseum de Stockholm, un autre au British Museum à Londres, et un dernier en collection particulière anglaise. Ils permettent de comprendre comment Antoine Watteau élabore ses toiles, et surtout, ils témoignent de la minutie que l'artiste apporte aux tenues de ses personnages. Antoine Watteau réemploie fréquemment ses dessins préparatoires pour d'autres peintures. Par exemple, la femme assise sur la droite apparait également dans Les Champs Elysées, ainsi que dans Les Divertissements champêtres, deux tableaux qui sont aujourd'hui conservés à la Wallace Collection de Londres.

## La diffusion par la gravure
De plus, la peinture est diffusée par la gravure rapidement après son exécution, vers 1729 par Bernard Baron, un graveur français exerçant à Londres. C'est sur cette gravure qu'apparait pour la première fois le titre Les Deux Cousines. D’autres gravures sont réalisées au cours du XVIIIe siècle, témoignant ainsi de la notoriété de la peinture d'Antoine Watteau.